# 2-й Пехотный переулок
Второ́й Пехо́тный переулок — улица на северо-западе Москвы в районе Щукино Северо-Западного административного округа между Пехотной улицей и 1-м Волоколамским проездом. Домов по переулку не числится.

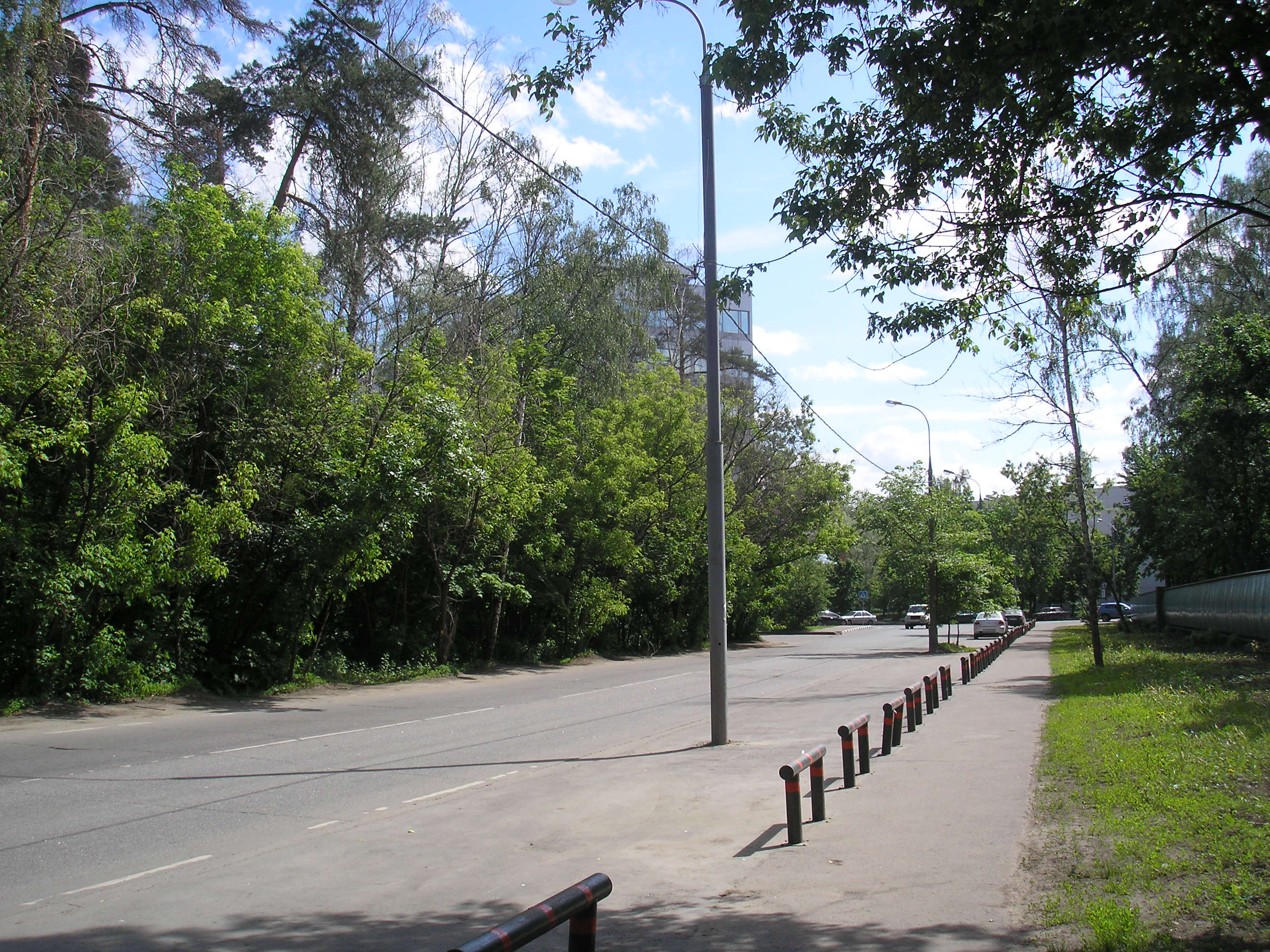

## Происхождение названия
1-й и 2-й Пехотные переулки названы в 1958 году по соседней Пехотной улице, получившей в свою очередь название по соседним летним военным лагерям, где проводились учения пехоты в XIX — начале XX веков.

## Описание
2-й Пехотный переулок начинается от Пехотной улицы напротив 1-го Пехотного переулка, проходит на восток, переходит в 1-й Волоколамский проезд.